# Mýtiny (Nové Hrady)

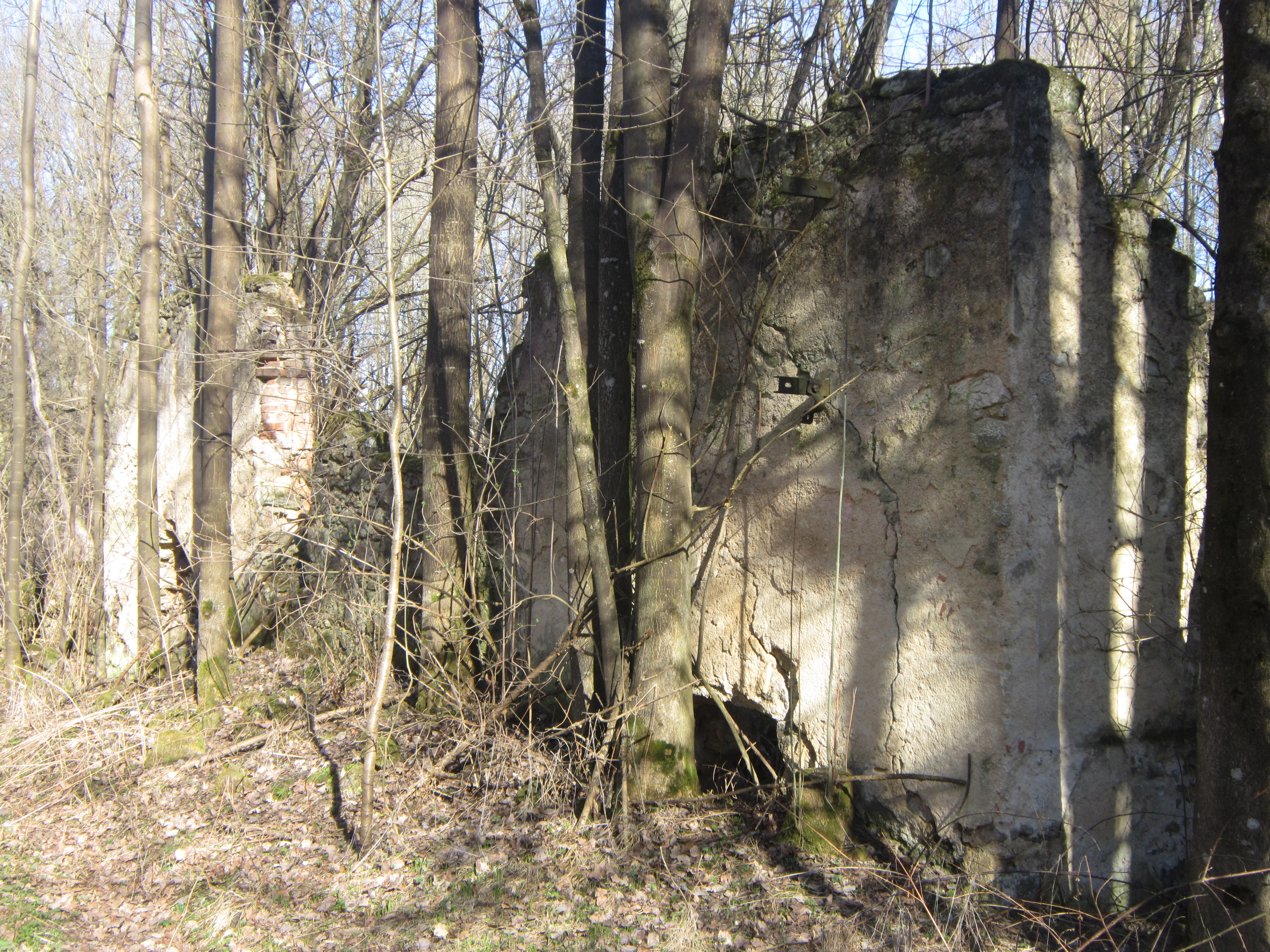
Hausruine

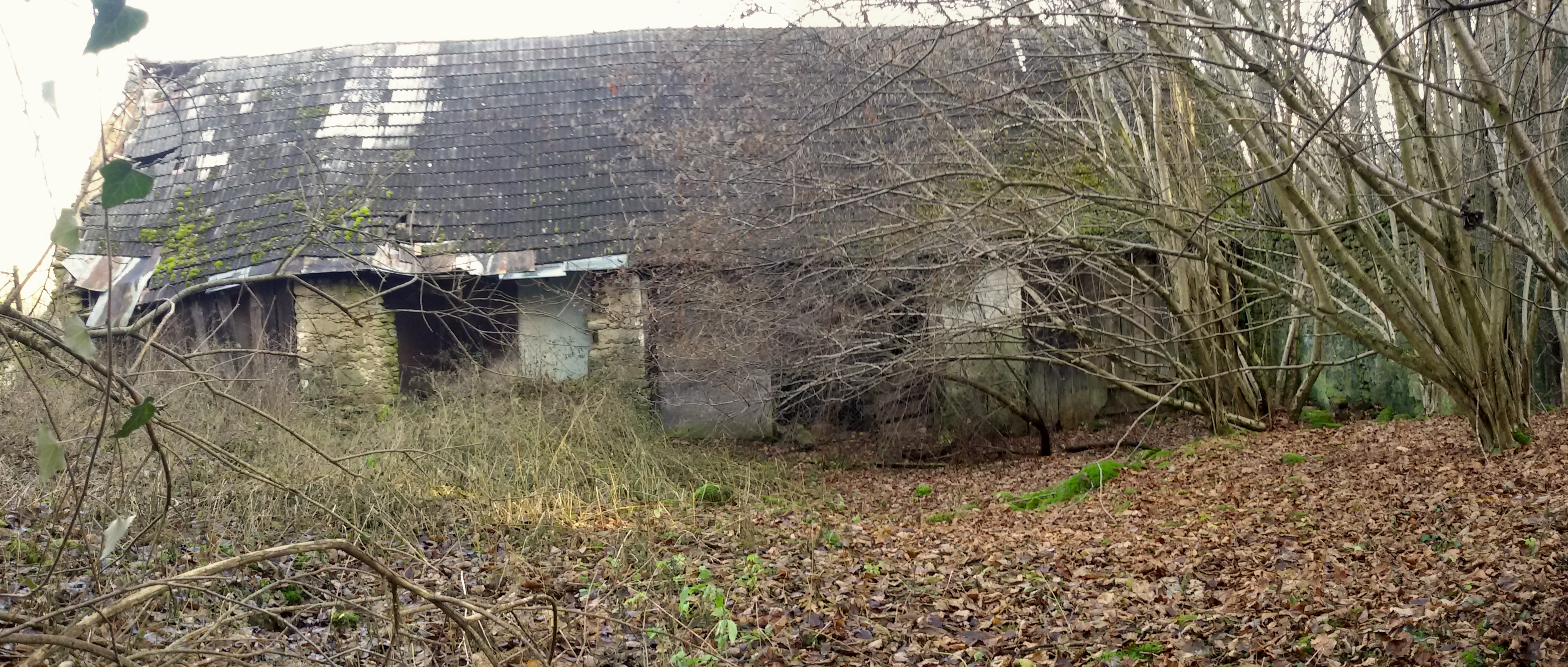
Hausruine

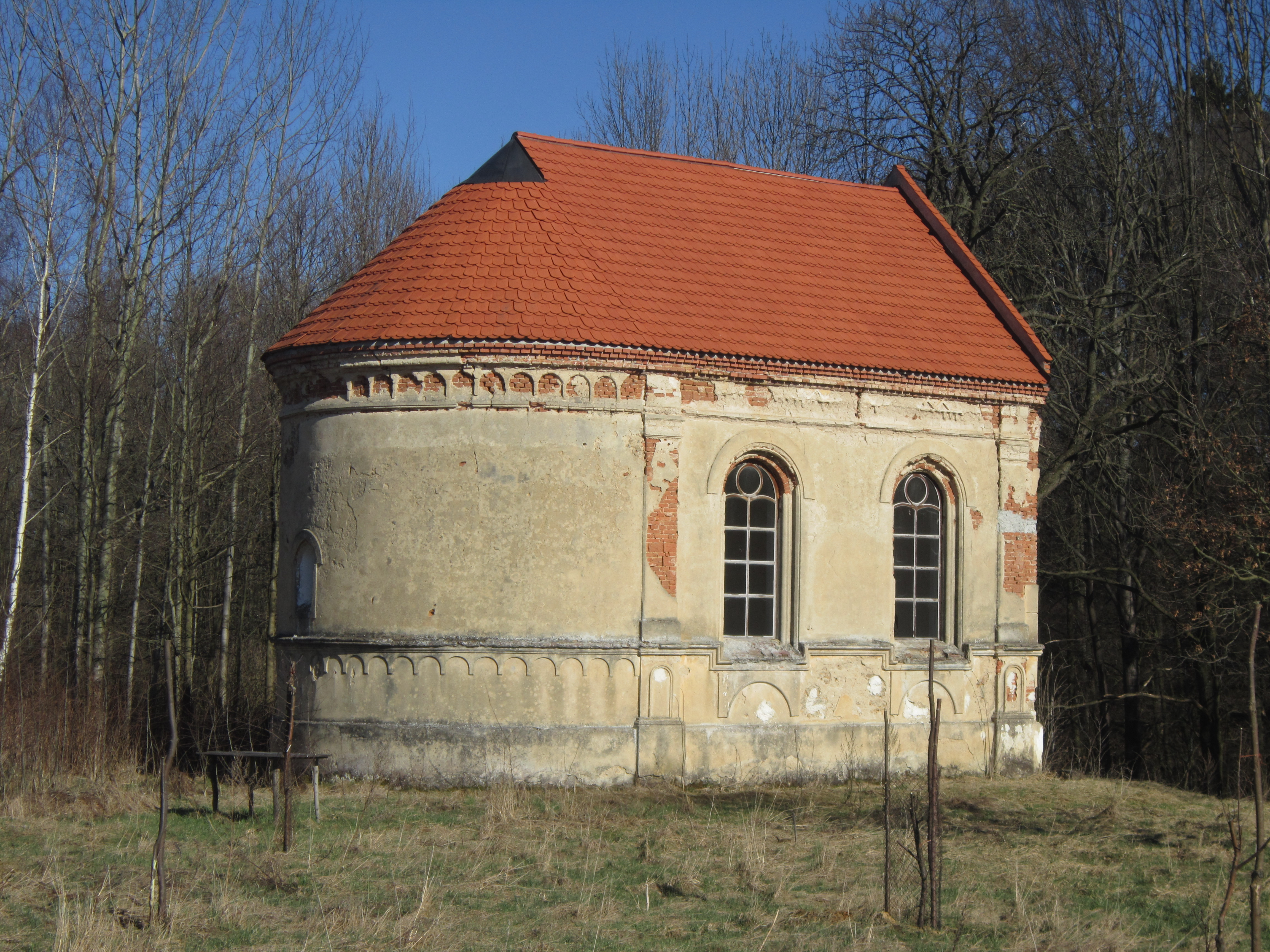
Kapelle des hl. Rochus

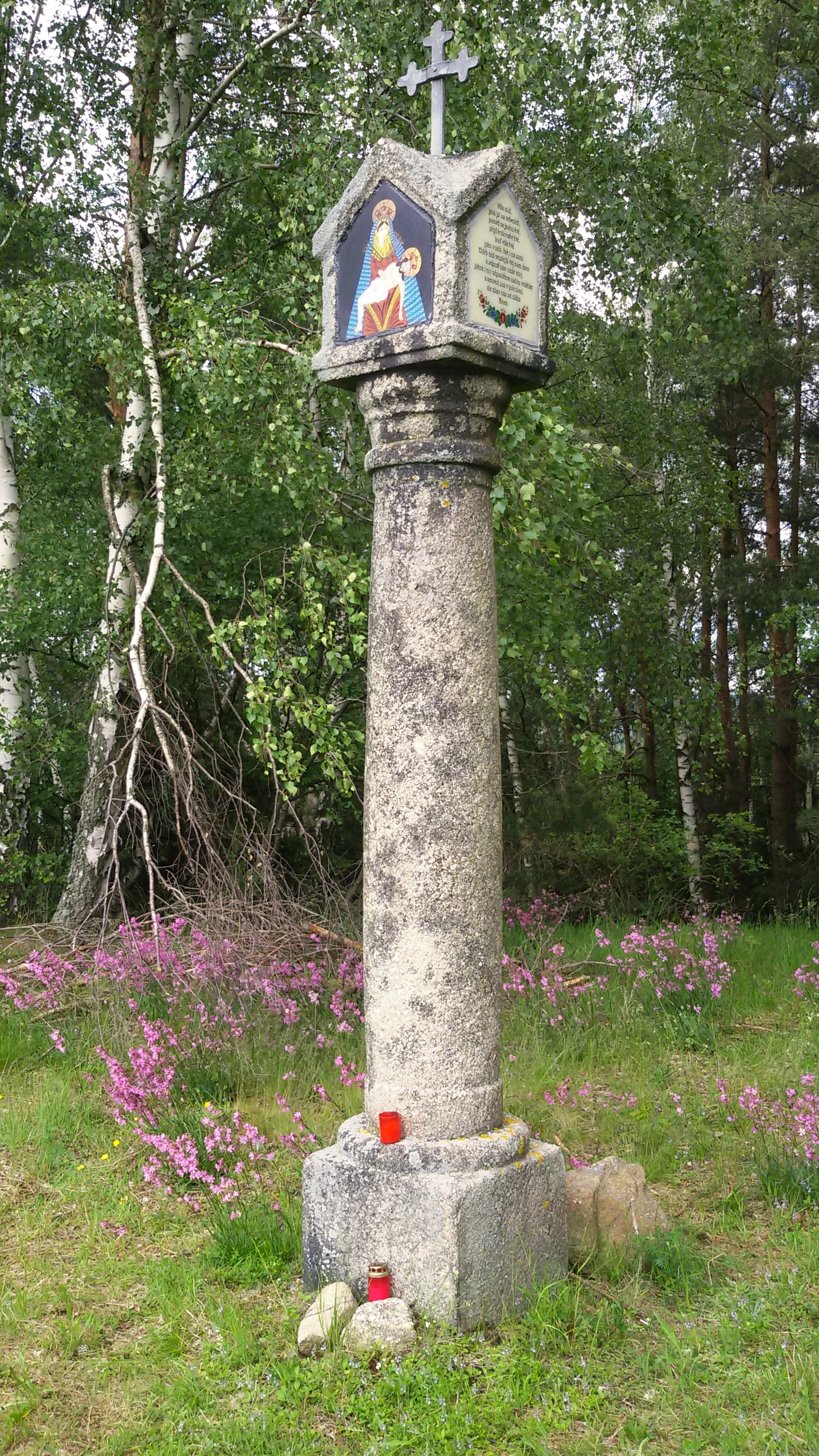
Bildstock

Mýtiny, bis 1948 Kropšlák (deutsch Kropfschlag) ist eine Grundsiedlungseinheit der Stadt Nové Hrady (Gratzen) im Okres České Budějovice in Tschechien. Das erloschene Dorf liegt zweieinhalb Kilometer südlich von Nové Hrady nahe der österreichischen Grenze im Gratzener Bergland (Novohradské hory).

## Geographie
Das ehemalige Hufendorf Mýtiny erstreckte sich auf einer Länge von einem Kilometer entlang des Mýtinský potok (Kropfschlager Bach), eines linken Zuflusses zum Veveřský potok (Piberschlager Bach). Östlich erhebt sich der Veveří (617 m n.m.), im Südosten der Hut (836 m ü. A.) und der Mandlstein (874 m ü. A.), südlich die Vyhlídka (Hansberg; 720 m n.m.) und im Südwesten die Vysoká (Hochwald; 1034 m n.m.). Die Dorfstelle liegt im Naturpark Novohradské hory.
Nachbarorte waren Tereziino údolí (Jetzkobrunn) und Nové Hrady im Norden, Veveří (Piberschlag) im Nordosten, Reinpolz und Ober-Lembach im Osten, Heinrichs bei Weitra, Edenhof, Göllitzhof und Jedlice (Göllitz) im Südosten, Harbach und Šejby (Scheiben) im Süden, Vyhlídky (Egersee) und Dlouhá Stropnice (Lang Strobnitz) im Südwesten, Horní Stropnice (Strobnitz), Humenice (Maierhof) und Světví (Gschwendt) im Westen sowie Krčín (Gritschau) und Údolí (Niederthal) im Nordwesten.

## Geschichte
Die erste schriftliche Erwähnung des Dorfes erfolgte 1360. Im 15. Jahrhundert gehörte Kropfschlag zu den Besitzungen der Vladiken von Michnitz auf Gschwendt (Světví). Der Grundherr Erazim von Michnitz (1435–1479) stand als Burggraf von Menstein, Gratzen und Weleschin im Dienste der Herren von Rosenberg. Um 1490 kam Kropfschlag zur Herrschaft Zuckenstein. Als Ulrich Pouzar von Michnitz 1496 die Herrschaft Zuckenstein erbte, wurde Kropfschlag als deren Zubehör aufgeführt. Der letzte Besitzer der eigenständigen Herrschaft Zuckenstein war Georg Gaba von Ribnian. Nach der Schlacht am Weißen Berg wurden seine Güter konfisziert und Zuckenstein mit der Herrschaft Gratzen verbunden. Im Februar 1621 verlieh Ferdinand II. die Herrschaft Gratzen an seinen Feldherrn Charles Bonaventure de Longueval, Comte de Bucquoy, dessen Nachfahren den Besitz über mehr als drei Jahrhunderte hielten. In der ersten Hälfte des 18. Jahrhunderts begann der Eisenerzbergbau bei Kropfschlag. Um 1730 wurde das Erz im Eisenhammer von Těšínov, später in der Gabrielahütte in St. Gabriela / Třebíčko bei Beneschau verarbeitet. Im Jahre 1788 bestand Kropfschlag aus 32 Häusern.
Im Jahre 1840 bestand das im Budweiser Kreis gelegene Dorf Kropfschlag aus 37 Häusern mit 228 deutschsprachigen Einwohnern. Abseits lag eine Wasenmeisterei. Haupterwerbsquelle war die Landwirtschaft. In der Umgebung ließen die Grafen Buquoy Eisenerz abbauen. Pfarrort war Strobnitz. Bis zur Mitte des 19. Jahrhunderts blieb Kropfschlag der Fideikommissherrschaft Gratzen untertänig, wobei eines der Häuser zur Herrschaft Hohenfurth gehörte.
Nach der Aufhebung der Patrimonialherrschaften bildete Kropfschlag ab 1850 mit dem Ortsteil Gschwendt / Švendov eine Gemeinde im Gerichtsbezirk Gratzen. 1868 wurde das Dorf dem Bezirk Kaplitz zugeordnet. Im Jahre 1869 bestand Kropfschlag aus 41 Häusern und hatte 241 Einwohner. Im Jahre 1900 hatte Kropfschlag 229 Einwohner, 1910 waren es 231. Die Kapelle des hl. Rochus entstand 1903.
Nach dem Ersten Weltkrieg zerfiel der Vielvölkerstaat Österreich-Ungarn, das Dorf wurde 1918 Teil der neu gebildeten Tschechoslowakischen Republik. Der tschechische Name Kropšlák wurde 1921 eingeführt. Beim Zensus von 1921 lebten in den 66 Häusern der Gemeinde 404 Personen, darunter 344 Deutsche und 51 Tschechen; das Dorf Kropfschlag (43 Häuser) hatte 216 Einwohner, die übrigen 188 lebten in Gschwendt (23 Häuser). 1930 lebten in den 43 Häusern von Kropfschlag 185 Personen, in der Gemeinde waren es 344. Nach dem Münchner Abkommen wurde Kropfschlag im Oktober 1938 dem Deutschen Reich zugeschlagen und gehörte bis 1945 zum Landkreis Kaplitz. 1939 hatte die Gemeinde 312 Einwohner. Nach dem Ende des Zweiten Weltkrieges kam Kropšlák zur wiedererrichteten Tschechoslowakei zurück. Nach der Vertreibung fast aller deutschen Bewohner wurde das Dorf nur schwach mit Tschechen wiederbesiedelt. Im Jahre 1948 erfolgte die Umbenennung der Gemeinde in Mýtiny. 1949 erfolgte die Aufhebung des Okres Kaplice und die Umgliederung der Gemeinde in den Okres Trhové Sviny (Schweinitz). Im selben Jahre wurde auf Teilen der Kataster Údolí und Kropšlák das Naturreservat Terčino údolí errichtet. 1950 lebten in den 28 Häusern von Mýtiny nur noch 43 Personen. Im Zuge der Gebietsreform von 1960 wurde Mýtiny nach Nové Hrady eingemeindet und dem Okres České Budějovice zugeordnet. Beim Zensus von 1961 hatte das Dorf 18 Einwohner, im Jahre 1970 war es unbewohnt. Der Ortsteil Mýtiny wurde am 1. Juli 1980 aufgehoben.
Von Mýtiny sind auf der heute verbuschten Dorfstelle noch mehrere Hausruinen und die Kapelle erhalten.

## Ortsgliederung
Die Grundsiedlungseinheit Mýtiny bildet einen Katastralbezirk.

## Sehenswürdigkeiten
- Kapelle des hl. Rochus, erbaut 1903. Die Außenhülle der Kapelle wurde im 21. Jahrhundert nach Jahren des Verfalls instand gesetzt; von der Innenausstattung ist nichts erhalten.
- Bildstock
- Gusseisernes Kreuz unter einer Lindenbaumgruppe